# Itzig (Luksemburg)
Itzig (lb. Izeg) – wieś (Uertschaft) w południowym Luksemburgu, w kantonie Luksemburg, w gminie Hesperange. Do 3 października 2015 miejscowość leżała w dystrykcie Luksemburg. Liczy 2367 mieszkańców (1 stycznia 2023). 